# Ioannis Gounaris
Ioannis Gounaris (6 de julho de 1952) é um ex-futebolista profissional grego que atuava como defensor.

## Carreira
Ioannis Gounaris defendeu a Seleção Grega de Futebol, na histórica presença na Euro 1980.

## Ligações Externas
- Perfil em Fifa.com (em inglês)